# レッツラゴン
『レッツラゴン』は、週刊少年サンデーに1971年37号から1974年29号にかけて連載された赤塚不二夫による日本の漫画作品。「レッツラゴー 」などの流行語を派生させた。

## 概要
『週刊少年サンデー』に連載していた『ぶっかれ＊ダン』の連載終了後、赤塚は担当編集者を武居俊樹に戻すことで新連載を引き受ける。その後2か月間アメリカに滞在。自由の女神をバックにとった赤塚の写真と『レッツラゴン』のタイトルがニューヨークから送られ、武居はこれを構成して1話の色扉として入稿。このタイトルは赤塚がアメリカ滞在中に使った「レッツラゴーン」「サンキューベラマッチャ」などのデタラメ英語からきている。
連載当初は独立独歩の父子家庭を描いた異色作。その後、ベラマッチャ、ネコのイラ公、トーフ屋のゲンちゃんなどのサブキャラクターが登場し、スラップスティックやシュールナンセンス(不条理ギャグ)を通り越してアナーキーなギャグを展開する作品となった。
連載途中から担当記者の武居俊樹と2人だけでアイデア会議をする様になった。武居の証言によると、赤塚は出したアイデアをネームでなく原稿用紙にそのまま直接描いていくので描き始めると後戻りできず、先がまったくわからなかったという。次第に楽屋オチや内輪ネタを連発し、「伊豆の踊り子」から本格的に狂った話が描かれ始める。後に赤塚は「完全に開き直った」と述べている。
その後、いきなり劇画調になるギャグが多用されたり、赤塚と武井記者との抗争が続いたりするなど徹底的にシュールなギャグを展開した。サブタイトルの上には必ず「レッツラゴン」との小さいルビが振られた。
アニメ化は1989年に企画が立ち上がったものの、作品性の問題から頓挫し『がきデカ』がアニメ化され、以降はアニメ化の企画が持ち上がらなかったが、それ以前の『カリキュラマシーン』（日本テレビ）内で歌われた「行の唄」のアニメシーンに、ベラマッチャ・本官さん・ゴンが登場している。また東京12チャンネル（現：テレビ東京）で放送されたアニメ版『ダメおやじ』の「台風騒動」では、ベラマッチャが端役で登場している（この作品はフジオ・プロが協力しているため）。
1982年にTBSにて放送された『ニャロメのおもしろ数学教室』にベラマッチャが出演している。声は田中康郎。
赤塚いわく「『おそ松くん』のユーモアが『天才バカボン』でナンセンスに近づき、『レッツラゴン』でシュールに発展した」のだそうで、ごま書房版最終巻のあとがきでは「オレが最後に描いた本当のナンセンス漫画なんだよ。自分で一番好きな漫画なの」と語っている。一方ではバカボン、ア太郎、おそ松のように一般的人気が爆発することはなく、キャラクターとしてもベラマッチャが若干他作品に顔を出す程度にとどまっている。

## 登場人物
ゴン
主人公。小学校高学年だが、ほとんど学校に行く場面は登場しない。
母は既に死別。兄のア太郎、デコッ八、おそ松、チビ太、ハタ坊も先に死んでいる。現在は父親と二人暮らしだが、父親には一切面倒を見てもらうことなく育った、たくましい少年。
性格はかなりドライ。
サスペンダー付きの半ズボンがトレードマーク。
おやじ
ゴンの父親。中年男性。職業は不詳。いわゆるガチャ目である。
自己中心主義で子育てに関しては放任主義を通り越してDVの域に達しており、妻とゴンの兄たちの死はすべて彼のせいである。
ただし、ゴンが誘拐されたときは身代金を払ったり（おやじは芸の金と言って渡した）、大金持ちのガードマンを務めた時は泥棒の手下になったゴンを捕まえるも庇うシーンもあった。
ベラマッチャ
オスのクマ。元々は野山に住んでいたが、ゴンに服従して一家に同居。イラ公と違い最初は名前がなく当初「クマ」と呼ばれていた。人間の言葉をマスターした。最初のうちは容姿がだいぶ異なっていたが、4週間程度で顔が落ち着いた。
基本的にいじられキャラ。何度もひどい目に遭うが、翌週何事もなくケロッと登場する。
アニメではダメおやじに登場していた。
イラ公
オスのネコ。非常に寝起きが悪く、うっかり起こすとひどい目に遭うが、起こした相手がゴンの同級生であるかわいい女の子の時は満面の笑みを浮かべた後、笑顔でまた寝るということも。
ベラマッチャ同様、途中から話すようになる。
トーフ屋ゲンちゃん
豆腐屋を営む少年。
非常に大きな口が特徴。語尾に「ドージョ!!」をつけるほか、独特の単語を用いる（例「豆腐」は「キャンターマ」など）。
よく「遠くへ行きたい」の替え歌として「どこかトーフへ行きたい」と歌っている。
本名はゲン五郎という名で、自分を置いてアフリカにターザンと駆け落ちした婦人警官の母親がいる。
途中からいじられキャラになってしまい、劇中、何度も死んでいるがそのたびに復活している。
美空ひばりを崇拝している。
マセリ
ヒグチ長十郎という警官の脳みそから出てきた毛虫。
語尾は「 - マセリ。」で、名前も公募の結果「マセリ」になった。
赤塚作品によく登場する毛虫キャラ、ケムンパスと違い手があるので物を持つことが可能。
武居記者
この作品を担当する週刊少年サンデーの編集者。
作者の赤塚をよく罵る傍若無人の男で、靴下が臭い。容姿は目が細くて鼻がでかい。
クソタケイムシ
武居記者の靴下から湧いた毛虫。
セリフは「チャーン。」
ちゃわんむし
ただ茶碗蒸しとスプーンが描かれているだけ。茶碗蒸しは作者である赤塚の好物である。
本官さん
『天才バカボン』参照。赤塚作品によく登場するキャラクター。この作品では勤務していた交番を天才作曲家とおだてられたベラマッチャに車でぶつけられている。彼が主役でゴンやおやじすら登場しないこともある。
ケロコ
メスのカエル。カエルなのにスケバン。姓は「田口」で名は「ケロコ」。
イラ公と結婚するが、スピード離婚をする。『スケバンケロコ』（1973年週刊少年チャンピオン掲載、全2話）では主人公であった。
水島牛次郎
男ドブスの水島新司と男ドドブスの牛次郎の間に生まれた中年の男ドドドブス。
純真な性格だが、あまりにも容姿が醜いため周囲（人だけでなく、あらゆる物体からも）から嫌われている。

### ゲストキャラクター
スターシステムで赤塚マンガの別作品のキャラクターもよく登場した。
- イヤミ
- ココロのボス
- ニャロメ
- ウナギイヌ
- へんな子ちゃん（1960年代版）
- 服部竜之進（どーして小僧）

ほか

## コミックス
- 曙出版 アケボノコミックス 全12巻（絶版）
- 立風書房 全1巻（絶版）
- 山手書房「レッツラゴン宣言」全1巻（絶版）
- 双葉社 全3巻（絶版）
- ごま書房 全12巻（絶版） - 曙出版版を底本にしたごま書房版及び赤塚不二夫漫画大全集版では差別用語などが大幅に改変されている[11]。
- 小学館文庫「赤塚不二夫名作選 4・レッツラゴン」 全1巻

- 復刊ドットコム 全7巻 - 2013年9月から翌年10月にかけて全7巻を刊行。連載時の扉絵を復刻するなど初出時に近い状態になったことが特徴。差し替えられていた差別用語等が復活し、最終巻には曙出版、ごま書房版で未収録になっていた「幻の1話」が収録された[12][13]。

- eBookJapan 全12巻 - 2011年7月26日発売。単行本ではカットされている「週刊少年サンデー」連載時の扉絵[14]や武居俊樹による欄外のアオリ文、フジオ・プロのスタッフ4名との共作[15]も収録。最終巻に武居があとがきを書き下ろしている[16]。

## 舞台
コントユニット「男子はだまってなさいよ!」による『男子!レッツラゴン』が2015年7月30日から8月9日にかけて本多劇場にて公演された。

### キャスト
- ゴン - 渡辺大知
- おやじ - 中村まこと
- 荒川良々
- バッファロー吾郎A
- ラバーガール（飛永翼、大水洋介）
- シソンヌ（長谷川忍、じろう）
- ANI（スチャダラパー）

### スタッフ
- 原作 - 赤塚不二夫
- 作・演出 - 細川徹
- 音楽 - スチャダラパー